# Ausströmung
Als Ausströmung bezeichnet man in der Meteorologie den Prozess, bei dem Luft aus einer Gewitterwolke in die umgebende Atmosphäre ausströmt. Dieser Prozess spielt eine wichtige Rolle bei der Dynamik von Gewittern und anderen starken Konvektionssystemen.

## Gewitter
In den unteren Schichten der Troposphäre breitet sich die Ausströmung von Gewittern als Keil von regenabgekühlter Luft aus (wird als low-level outflow oder Cold-air outflow bezeichnet). Dieser wird auf Wettersatellitenbildern als dünner, schnurähnlicher Wolkenstreifen oder auf Wetterradarbildern als feine Linie sichtbar. Für Beobachter am Boden nähert sich die Grenze der Gewitterausströmung oft bei ansonsten klarem Himmel als niedrige, dicke Wolke (Arcus), die mit einer Böenfront einhergeht.

## Tropische Zyklone
Bei Ausströmung in großer Höhe von tropischen Konvektionssystemen spricht man von konvektiver Hauptausströmung welche in der meist englischsprachigen Fachliteratur als englisch deep convective outflow oder englisch main convective outflow bezeichnet wird.